# Fabián Sambueza
Fabián Héctor Sambueza (Zapala, Provincia del Neuquén, 1 de agosto de 1988) es un futbolista argentino. Juega como centrocampista y actualmente juega con el Atlético Bucaramanga. 
Su hermano es el también futbolista Rubens Sambueza y su primo es Eduardo Sambueza.

## Trayectoria

### Temperley
Se destacó en clubes de divisiones inferiores argentinas, siendo un delantero prolífico anotando varios goles y repartiendo también numerosas asistencias por lo que fue contratado por Temperley, logrando el ascenso a Primera División en 2014 donde fue capaz de mantener su nivel con buenas cifras de goles y asistencias. 

### Deportivo Cali
En 2016 fue cedido por Deportivo Cali, donde fue caracterizado por el técnico Fernando "Pecoso" Castro como “Una mezcla de Jairo Arboleda y Arley Betancourth”.
El 26 de agosto de 2016 es confirmado el traspaso oficialmente por Deportivo Cali, por una cifra aproximada a los $750.000, contratado por 2 años hasta diciembre de 2018. Se convirtió en uno de los mejores jugadores del Club y de la Liga Colombiana, ganándose el corazón de los hinchas y anotando un total de 23 goles en 103 partidos.
Marcaría su primera tripleta con el club el 8 de febrero de 2017 ante Atlético Huila , el equipo ese día ganaría 4-0. El 1 de junio marca doblete en la goleada 4 a 1 sobre el Independiente Medellín por la ida de los cuartos se final de la Liga donde sale como la figura del partido.

### Junior De Barranquilla
En 2018, luego de rescindir contrato con el Deportivo Cali, fue contratado como agente libre por el Junior de Barranquilla. Debutó en el triunfo 3-0 sobre el Huila, válido por la fecha 4 del Torneo Finalización. Su primer gol con el club lo hace el 10 de febrero de 2019 dándole a la victoria por la mínima en condición de visitantes contra el América de Cali. El 24 de febrero marca su primer doblete con el club tiburón en el empate a tres goles contra Independiente Santa Fe, saliendo como la gran figura del partido. El 8 de junio marcó el gol de la victoria de Junior 1-0 sobre Deportivo Pasto por la final de ida del Torneo Apertura.  El 12 de junio en la vuelta en Bogotá tras perder 0-1, Junior se impuso en los penaltis 5-4 y se coronó campeón. El Chino ganaría su tercer título con el club rojiblanco.

### Independiente Santa Fe
Para el segundo semestre de 2019, Sambueza decidió jugar con Independiente Santa Fe luego de escuchar ofertas, firmó contrato con el equipo cardenal por un año, esto después de que no logró llegar a un acuerdo con el Junior de Barranquilla para su continuidad. Cabe recordar que el jugador se iba a quedar en el equipo tiburón por petición del técnico Julio Comesaña.

### Junior De Barranquilla
El 5 de enero de 2021 se confirmó su vuelta al club tiburón, firmando por dos temporadas.

### Independiente Santa Fe
El 23 de diciembre de 2022 por medio de sus redes sociales, el conjunto cardenal oficializa su llegada para la temporada 2023.

### Atlético Bucaramanga
El 16 de diciembre del año 2023 el conjunto santandereano oficializó su llegada. Después de una temporada en la que anotó 4 goles y realizó 5 asistencias, El 15 de junio de 2024 se coronó campeón del Torneo Apertura 2024-1, al derrotar a su anterior club Independiente Santa Fe, siendo figura importante en el triunfo "Leopardo".

## Clubes
| Club                     | País      | Año           |
| ------------------------ | --------- | ------------- |
| Independiente de Neuquén | Argentina | 2009-2010     |
| Petrolero Argentino      | Argentina | 2010-2011     |
| Huracán de Comodoro      | Argentina | 2011-2012     |
| Racing de Trelew         | Argentina | 2012          |
| Deportivo Roca           | Argentina | 2013          |
| Temperley                | Argentina | 2013-2015     |
| Deportivo Cali           | Colombia  | 2016-2018     |
| Junior                   | Colombia  | 2018-2019     |
| Santa Fe                 | Colombia  | 2019-2020     |
| Junior                   | Colombia  | 2021-2022     |
| Santa Fe                 | Colombia  | 2023          |
| Atlético Bucaramanga     | Colombia  | 2024-presente |

## Estadísticas
Actualizado al último partido disputado el 7 de agosto de 2024.
| Club                               | Div.                | Temporada           | Liga  | Liga  | Copa Nacional | Copa Nacional | Copa Internacional | Copa Internacional | Total | Total | Prom. · |
| Club                               | Div.                | Temporada           | Part. | Goles | Part.         | Goles         | Part.              | Goles              | Part. | Goles | Prom. · |
| ---------------------------------- | ------------------- | ------------------- | ----- | ----- | ------------- | ------------- | ------------------ | ------------------ | ----- | ----- | ------- |
| Independiente de Neuquén Argentina | 4ª                  | 2009/10             | 28    | 4     | -             | -             | -                  | -                  | 28    | 4     | 0.14    |
| Independiente de Neuquén Argentina | Total club          | Total club          | 28    | 4     | -             | -             | -                  | -                  | 28    | 4     | 0.14    |
| Petrolero Argentino Argentina      | 5ª                  | 2010/11             | 0     | 0     | -             | -             | -                  | -                  | 0     | 0     | 0       |
| Petrolero Argentino Argentina      | Total club          | Total club          | 0     | 0     | -             | -             | -                  | -                  | 0     | 0     | 0       |
| Huracán de Comodoro Argentina      | 4ª                  | 2011/12             | 36    | 5     | 1             | 0             | -                  | -                  | 36    | 5     | 0.14    |
| Huracán de Comodoro Argentina      | Total club          | Total club          | 36    | 5     | 1             | 0             | -                  | -                  | 37    | 5     | 0.14    |
| Racing de Trelew Argentina         | 4ª                  | 2012                | 26    | 3     | 1             | 0             | -                  | -                  | 27    | 3     | 0.11    |
| Racing de Trelew Argentina         | Total club          | Total club          | 26    | 3     | 1             | 0             | -                  | -                  | 27    | 3     | 0.11    |
| Deportivo Roca Argentina           | 4ª                  | 2013                | 4     | 0     | -             | -             | -                  | -                  | 4     | 0     | 0       |
| Deportivo Roca Argentina           | Total club          | Total club          | 4     | 0     | -             | -             | -                  | -                  | 4     | 0     | 0       |
| Temperley Argentina                | 3ª                  | 2013/14             | 27    | 3     | 1             | 0             | -                  | -                  | 28    | 3     | 0.11    |
| Temperley Argentina                | 2ª                  | 2014                | 14    | 2     | 1             | 0             | -                  | -                  | 15    | 2     | 0.13    |
| Temperley Argentina                | 1ª                  | 2015                | 26    | 3     | -             | -             | -                  | -                  | 26    | 3     | 0.12    |
| Temperley Argentina                | Total club          | Total club          | 67    | 8     | 2             | 0             | -                  | -                  | 69    | 8     | 0.12    |
| Deportivo Cali · Colombia          | 1ª                  | 2016                | 35    | 9     | 5             | 0             | 5                  | 1                  | 45    | 10    | 0.24    |
| Deportivo Cali · Colombia          | 1ª                  | 2017                | 37    | 10    | 4             | 0             | 4                  | 1                  | 45    | 11    | 0.24    |
| Deportivo Cali · Colombia          | 1ª                  | A-2018              | 11    | 2     | -             | -             | 2                  | 0                  | 13    | 2     | 0.15    |
| Deportivo Cali · Colombia          | Total club          | Total club          | 83    | 21    | 9             | 0             | 11                 | 2                  | 103   | 23    | 0.22    |
| Junior · Colombia                  | 1ª                  | F-2018              | 11    | 0     | 4             | 0             | -                  | -                  | 15    | 0     | 0       |
| Junior · Colombia                  | 1ª                  | A-2019              | 15    | 4     | 1             | 0             | 4                  | 0                  | 20    | 4     | 0.2     |
| Junior · Colombia                  | 1ª                  | 2021                | 36    | 4     | 1             | 0             | 6                  | 0                  | 43    | 4     | 0.09    |
| Junior · Colombia                  | 1ª                  | 2022                | 42    | 3     | 7             | 1             | 5                  | 1                  | 54    | 5     | 0.09    |
| Junior · Colombia                  | Total club          | Total club          | 104   | 10    | 13            | 1             | 15                 | 1                  | 132   | 13    | 0.1     |
| Santa Fe · Colombia                | 1ª                  | F-2019              | 21    | 2     | 1             | 0             | -                  | -                  | 22    | 2     | 0.09    |
| Santa Fe · Colombia                | 1ª                  | 2020                | 24    | 6     | 1             | 0             | -                  | -                  | 25    | 6     | 0.24    |
| Santa Fe · Colombia                | 1ª                  | 2023                | 34    | 3     | 4             | -             | 4                  | 0                  | 42    | 3     | 0.07    |
| Santa Fe · Colombia                | Total club          | Total club          | 79    | 11    | 6             | 0             | 4                  | 0                  | 89    | 11    | 0.12    |
| Atlético Bucaramanga · Colombia    | 1ª                  | 2024                | 30    | 4     | 2             | 0             | -                  | -                  | 32    | 4     | 0.14    |
| Atlético Bucaramanga · Colombia    | Total club          | Total club          | 30    | 4     | 2             | 0             | 0                  | 0                  | 32    | 4     | 0.14    |
| Total en su carrera                | Total en su carrera | Total en su carrera | 438   | 66    | 34            | 1             | 30                 | 3                  | 502   | 70    | 0.14    |

### Hat-tricks
Partidos en los que anotó tres o más goles:
| 1 | 8 de febrero de 2017 | Pascual Guerrero, Cali | Deportivo Cali - Atlético Huila |  | 4 - 0 | Apertura 2017 |

## Palmarés

### Campeonatos nacionales
| Título                | Club                 | País     | Año  |
| --------------------- | -------------------- | -------- | ---- |
| Torneo Finalización   | Junior               | Colombia | 2018 |
| Superliga de Colombia | Junior               | Colombia | 2019 |
| Torneo Apertura       | Junior               | Colombia | 2019 |
| Torneo Apertura       | Atlético Bucaramanga | Colombia | 2024 |

### Otros logros
| Título                       | Club                    | País      | Año     |
| ---------------------------- | ----------------------- | --------- | ------- |
| Ascenso a Primera B Nacional | Club Atlético Temperley | Argentina | 2013-14 |
| Ascenso a Primera División   | Club Atlético Temperley | Argentina | 2014    |